# مقاطعة هاورد (أركنساس)
مقاطعة هاورد (بالإنجليزية: Howard County)‏ هي إحدى مقاطعات ولاية أركنساس في الولايات المتحدة الأمريكية.